# Trichomanes padronii
Trichomanes padronii là một loài dương xỉ trong họ Hymenophyllaceae. Loài này được Proctor mô tả khoa học đầu tiên năm 1984.
Danh pháp khoa học của loài này chưa được làm sáng tỏ. 